# Спас Спасов (генерал)
Вижте пояснителната страница за други личности с името Спас Спасов.
Спас Ненчев Спасов е български офицер, бригаден генерал.

## Биография
Роден е на 29 март 1952 г. През 1975 г. завършва Висшето народно военновъздушно училище „Георги Бенковски“ в Долна Митрополия. Минава през множество длъжности като командир на звено, на ескадрила. Между 25 август 1992 и 1993 г. е командир на Двадесет и пети изтребителен авиополк, а след това при реорганизацията на полка в Двадесет и пета изтребително-бомбардировъчна авиобаза е командир на базата до 1 септември 1998 г. Към 2001 г. е заместник-началник щаб на командване „Тактическа авиация“. На 3 май 2004 г. е назначен за командир на командване „Тактическа авиация“ и удостоен с висше военно звание бригаден генерал, като на 4 май 2005 г. е преназначен на последната длъжност. На 25 април 2006 г. е назначен за началник на управление „Личен състав“ в Генералния щаб на Българската армия, считано от 1 юни 2006 г. На 1 април 2008 г. е освободен от длъжността началник на управление „Личен състав“ в Генералния щаб на Българската армия, считано от 1 юни 2008 г.
Летял е на самолети като Л-29 и Л-39; МиГ-15, МиГ-17, МиГ-21 и МиГ-23бн, както и на вертолет Бел-206.

## Военни звания
- Лейтенант (25 май 1975)
- Бригаден генерал (3 май 2004)